# Región de Indénié-Djuablin
Indénié-Djuablin es una de las treinta y una regiones de Costa de Marfil. En mayo de 2014 tenía una población censada de 560 432 habitantes. Está formada por los siguientes departamentos, que se muestran igualmente con población de mayo de 2014:
- Abengourou 336,148
- Agnibilékrou 168,188
- Bettié 56,096[1]